# アースキン・ベヴァリッジ
アースキン・ベヴァリッジ（Erskine Beveridge, FRSE FSA(Scot)、1851年12月27日 - 1920年8月10日）は、スコットランドの織物製造業者、歴史家、好古家。ベヴァリッジが所有していたアースキン・ベヴァリッジ社 (Erskine Beveridge & Co. Ltd.) は、彼の父が1832年に創業した、ファイフのダンファームリンでは最大手のリンネル（リネン）製造業者であった。ベヴァリッジはスコットランド各地を広く旅行し、多数の写真を撮影するとともに、スコットランドの歴史や考古学に関する学術的な書籍も数冊出版した

## 生涯
ベヴァリッジは、ダンファームリンで、同名の父アースキン・ベヴァリッジ（1803年 - 1864年）と、その2番目の妻マリア・エリザベス・ウィルソン（Maria Elizabeth Wilson、1816年 – 1873年）の間に生まれた、4人の子どもの長子であった。彼は、地元ダンファームリンのフリー・アビー・スクール (Free Abbey School)、エディンバラ・インスティテューション（Edinburgh Institution：後のスチュワーツ・メルヴィル・カレッジ、Stewart's Melville College）を経て、エディンバラ大学に学んだ。彼が12歳のときに、父が死去し、1874年には一家が所有する事業の経営権が、管財人から、彼とその弟、もうひとりの異母兄弟の共同経営に移管された。1888年までに、異母兄弟が亡くなり、弟が事業から手を引いたため、ベヴァリッジは父が興した事業の経営全権を手中にした。
高品質のリンネルへの需要が世界的に急拡大するにつれ、会社は急成長した。特に、ベヴァリッジは、広大な北米市場に参入し、遂にはニューヨークに倉庫を構えるほどになった。1903年には、アースキン・ベヴァリッジ社は高級リンネルの扱いにおいて世界を主導する企業となっており、当初のダンファームリンの工場群に加え、3カ所に分工場を構えていた。
事業への情熱と成功もさることながら、ベヴァリッジは、スコットランドに関わる好古研究（古物蒐集）にも熱心に取り組んだ。彼が最初に出版した著作は、墓碑に刻まれた碑文を蒐集した『The Churchyard Memorials of Crail』（1893年）で、さらに地元ファイフに関する2冊の著作『A Bibliography of Dunfermline and the West of Fife』（1901年）と『The Burgh Records of Dunfermline, 1485–1584』（1917年）を出版した。
おそらく、好古関連分野におけるベヴァリッジの最大の貢献は、ヘブリディーズ諸島の考古学研究であろう。彼は『Coll and Tiree: Their Prehistoric Forts and Ecclesiastical Antiquities』（1903年）を出版した。当時ベヴァリッジは、ノース・ウイスト島ヴァレイ (Vallay) の、満潮時には島と化す場所 (tidal island) に大きな館（現在は廃墟となっている： 北緯57度39分25.50秒 西経7度24分42秒 / 北緯57.6570833度 西経7.41167度）を所有しており、ヴァレイの周辺地域に散在していた紀元前最初の千年紀から紀元後最初の千年紀にかけての多数の遺跡の敷地で、発掘作業を行なった。一連の発掘の成果や、ノース・ウイスト島の他の地域についての研究から、『North Uist: Its Archaeology and Topography』（1911年）が出版された。今日、ベヴァリッジは、アウター・ヘブリディーズにおいて最も早い時期に、最も有意義な考古学の発掘調査のひとつを行なった人物であると考えられている。ベヴァリッジが発掘した出土品の一部は、アースキン・ベヴァリッジ・コレクションとしてスコットランド国立博物館群 (National Museums Scotland) によって保存されている。
ベヴァリッジの死後にも、彼が遺したノートに基づいて、2冊の本が出版された。『The 'Abers' and 'Invers' of Scotland』（1923年）は、スコットランドの地名についての研究であり、『Fergusson's Scottish Proverbs』（1924年）は、デイヴィッド・ファーガソン (David Fergusson) が1641年にエディンバラで出版したことわざ集に注釈を施したものである。
ベヴァリッジは、アマチュア写真家でもあり、自著に、自分が撮影した写真を掲載することもあった。1922年には、遺された写真をコロタイプ (collotype) 印刷によって複製した2巻本の写真集『Wanderings with a Camera, 1882–1898』が出版された。スコットランドの古代及び歴史的記念建造物に関する王立委員会 (Royal Commission on the Ancient and Historical Monuments of Scotland、RCAHMS) は、ベヴァリッジが撮影した陰画のガラス乾板を500枚ほど所有している。
ベヴァリッジは、エディンバラ王立協会 (Royal Society of Edinburgh) とスコットランド好古協会 (Society of Antiquaries of Scotland) のフェローとなっており、1915年から1918年にかけては、後者の副会長も務めた。セント・アンドルーズ大学は、名誉学位をベヴァリッジに授与していた。
ベヴァリッジは、2回結婚したが、1872年に結婚した最初の妻メアリ・オウスト（Mary Owst、1853–1904）とは6男1女を、後に再婚したマーガレット・スコット・イングリス (Margaret Scott Inglis) とは、2男をもうけた。ベヴァリッジは、スコットランド聖公会の一員であった。ベヴァリッジは、咽喉部の悪性腫瘍（癌）の手術を受けた後、セント・レナーズ・ヒル (St Leonard's Hill) と称されていたエディンバラの自邸で死去した。ベヴァリッジは、ダンファームリン・アビー (Dunfermline Abbey) の教会敷地内に埋葬された。

## 著作
- 1893 – The Churchyard Memorials of Crail.
- 1901 – A Bibliography of Dunfermline and the West of Fife.
- 1901 – A Bibliography of works relating to Dunfermline and the west of Fife, including publications of writers connected with the district.
- 1903 – Coll and Tiree: Their Prehistoric Forts and Ecclesiastical Antiquities.
- 1911 – North Uist: Its Archaeology and Topography.
- 1917 – The Burgh Records of Dunfermline, 1485–1584.
- 1922 – Wanderings with a Camera, 1882–1898.
- 1923 – The 'Abers' and 'Invers' of Scotland.
- 1924 – Fergusson's Scottish Proverbs.